# 山本千夏
山本 千夏（やまもと ちなつ、1987年8月15日 - ）は、大阪府出身のタレント、グラビアアイドルである。

## 人物・来歴
- ホリ・エージェンシー所属。
- 趣味：お菓子作り、ネイルアート。
- 特技：ピアノ、絵画、書道（7段）。
- デビューは2004年、雑誌「BOMB」のグラビア。
- 2005年、ファイブスターガールに選出。
- 2006年には、磯山さやか、福下恵美とともに缶コーヒー「GEORGIA」のキャンペーンガール『ジョージアエンジェルス』を務めた。
- ポスト宮地真緒の呼び声も高かったが、2007年12月をもって所属していたホリエージェンシーを退所した。

## リリース作品

### 写真集
- 未知数（2005年3月24日、音楽専科社、撮影：宮澤正明）ISBN 978-4872791792

### DVD
- 「BREATH DOLL」（2005年4月6日発売・ポニーキャニオン）
- 「BIRTH」（2005年10月25日発売・GIRLS RECORD）

## 出演作品

### 映画
- 「舞妓Haaaan!!!」（2007年）

### テレビドラマ
- 「ハケンの品格」（2007年・日本テレビ系）

### CM
- マイクロソフト
- インテル